# Тектоорогенія
Тектоорогенія (рос. тектоорогения, англ. tectoorogeny, tectonic orogenesis, нім. Tektoorogenie f) — напрямок тектоніки, який заснований на уявленні про єдність процесів розвитку структури і рельєфу земної кори. Сучасний стан рельєфу і форма Землі розглядається як результат тривалого геологічного розвитку її матеріальної системи, що перебуває в безперервному русі.